# 小口忠彦
小口 忠彦（おぐち ただひこ、1917年 - ）は、日本の心理学者。お茶の水女子大学名誉教授。

## 来歴
長野県諏訪郡下諏訪町生まれ。旧制長野県諏訪中学校（現・長野県諏訪清陵高等学校）、旧制第三高等学校を経て、1945年に東京帝国大学文学部心理学科を卒業。東京学芸大学助教授、お茶の水女子大学文教育学部助教授、教授。1981年、定年退官、名誉教授。受験指南書を多く書いた。

## 著書
- 『創造的思考の心理』牧書店 1954 牧教育新書
- 『才能と性格 学習の心理と方法』社会思想研究会出版部・現代教養文庫 1957
- 『大学受験 学習心理学的必勝法』光文社 1957 カッパ・ブックス
- 『才能と自信 学習心理学の立場』社会思想研究会出版部・現代教養文庫、1958
- 『才能と職業 心理学による解決』社会思想研究会出版部・現代教養文庫、1959
- 『小学生のための学習の技術』新評論 1960
- 『性格の生かし方』青春出版社 1960 青春新書
- 『勉強をすきにさせるコツ』牧書店 1961 教師と親の本
- 『自分というもの あなたの生き方はそれでいいですか』青春出版社 1962 青春新書
- 『自分の力をのばす勉強法』あすなろ書房 1962
- 『大学受験の技術 学習心理学を応用した受験に強くなる本』あすなろ書房 1963
- 『学習の心理 思考と思想』誠信書房 1964
- 『創造力をのばす家庭学習』あすなろ書房 1965
- 『ヤマの賭け方 出題者を知り,己れを知れば,この一戦危うからず』光文社 1965 カッパ・ブックス
- 『心理学を応用した勉強法の話』牧書店 少年少女教養文庫 1966
- 『創造力の心理 学習心理学の立場』牧書店 1966
- 『中学生のための実力のつく勉強法 頭のよくなる本』あすなろ書房 1966
- 『学習心理学 人間形成の立場』牧書店 1967
- 『あそびの心理と指導』福村出版 1968 乳幼児の教育
- 『才能の心理 学習心理学の立場』牧書店 1968
- 『創造心理学』明治図書出版 1970
- 『創造性の探求』産業能率短期大学出版部 1971
- 『自分の力 心理学を応用した生かし方』あすなろ書房 1980 あすなろ・人生の本
- 『人間の心理構造』産業能率大学出版部 1980
- 『幼児のこころを育てる 心理と指導』あすなろ書房 1981
- 『人間のこころ 心理学はどう答えるか』1983 有斐閣選書
- 『学習心理学』放送大学 1985
- 『文化と精神発達』放送大学 1987
- 『学習心理学 学習理論の基礎』放送大学 1988
- 『学習心理学の応用 学習指導の基礎』放送大学 1988
- 『人間のこころを探る パーソナリティの心理学』産能大学出版部 1992

## 共編著
- 『講座女の心理』松村康平共編 福村書店 1956
- 『問題解決の心理』中野佐三共編 牧書店 1956
- 『宿題と学力 その心理と与え方』明治図書出版 1957
- 『教科学習の基本的習慣』編著 牧書店 1958
- 『基礎学力の心理 思考心理学の立場』誠信書房 1960
- 『ノートの生かし方』牧書房 1960 教師と親の本
- 『宿題の生かし方』牧書店 1961 教師と親の本
- 『教育心理』沢田慶輔共編著 学文社 1968 教育演習
- 『女性心理学』松村康平共編 福村出版 1969
- 『教育心理学』沢田慶輔共編 1970 有斐閣双書
- 『講座学業不振児の指導』藤田幸寿,井上弘共編 明治図書出版 1970
- 『基礎心理学シリーズ』1-3 早坂泰次郎共編著 明治図書出版 1972-73
- 『児童心理』辰野千寿共編著 学文社 1972 教育演習双書
- 『青年心理』島田一男共編著 学文社 1973
- 『人間関係と学習』編 明治図書出版 1973
- 『教育心理学原論』辰野千寿共編 1975 有斐閣双書
- 『講座授業と学習心理学』辰野千寿共編 明治図書出版 1975
- 『教育心理』編著 学文社 1977 教育演習
- 『人間らしさ 心理学の立場』編著 産業能率大学出版部 1979
- 『新教育心理学基本用語辞典』編 明治図書出版 1982
- 『新学習心理学基本用語辞典』編 明治図書出版 1983
- 『児童心理学』編著 学文社 1983 教育演習双書
- 『人間の発達過程 ライフ・サイクルの心理』編 明治図書出版 1983
- 『乳幼児の心理』1-3 編 明治図書出版 1985-86

## 翻訳
- A.H.マズロー『人間性の心理学』監訳 産業能率短期大学出版部 1971
- フランク・ゴーブル『マズローの心理学』監訳 産業能率短期大学出版部 1972
- W.A.ワイスコフ『人間性と経済思想』監訳 産業能率短期大学出版部 1975
- A.J.サティック,M.A.ビック編『人間性の探求 ヒューマニスティック・サイコロジー』編訳 産業能率短期大学出版部 1977

## 論文
- 「思考過程に於ける”自発的抑制”の効果について」『千輪浩先生還暦記念論文集 最近心理学の諸問題』 東京大学・同記念事業委員会発行 1952
- 「発明・発見の心理」『教育心理学講座 11. 理科学習の心理』 金子書房 1953
- 「総論」『現代教育心理学大系 7. 学習の診断と治療』 中山書店 1959
- 「思考」『講座現代社会心理学 2. 社会的人間』 中山書店 1959
- 「総会概要」『教育心理学会年報』 第12集 1972
- 「教育研究と心理学」『教育学研究』 第42巻 2号 1975